# Kalmár György (színművész)
Kalmár György, Kalamár György (Csíkszereda, 1955. július 14.) magyar színész.

## Élete
A marosvásárhelyi Szentgyörgyi István Színművészeti Intézetben végzett 1982-ben, ezt követően a sepsiszentgyörgyi Állami Magyar Színházhoz szerződött. Sokoldalú tehetség, lírai-hősi figurákat és ingatag vagy csetlő-botló kisembereket egyaránt hatásosan kelt életre. Egyéni előadóestekre és rendezői feladatokra is vállalkozott.

## Főbb szerepei
- Simeon báró (Sütő A.: Pompás Gedeon)
- Haimon (Szophoklész: Antigone)
- Moór Béla (Csurka I.: Döglött aknák)
- Sidonius (Illyés Gy.: A kegyenc)